# Benissoda (kommunhuvudort)
Benissoda är en kommunhuvudort i Spanien. Den ligger i provinsen Província de València och regionen Valencia, i den östra delen av landet, 300 km sydost om huvudstaden Madrid. Benissoda ligger 366 meter över havet och antalet invånare är 320.
Terrängen runt Benissoda är kuperad söderut, men norrut är den platt. Terrängen runt Benissoda sluttar norrut.Runt Benissoda är det ganska tätbefolkat, med 207 invånare per kvadratkilometer. Närmaste större samhälle är Alcoy, 14,7 km söder om Benissoda. 